# Sığırlıhacı, Çubuk
Sığırlıhacı là một xã thuộc huyện Çubuk, tỉnh Ankara, Thổ Nhĩ Kỳ. Dân số thời điểm năm 2011 là 142 người.